# Sisyborina marlieri
Sisyborina marlieri is een insect uit de familie sponsvliegen (Sisyridae), die tot de orde netvleugeligen (Neuroptera) behoort. 
Sisyborina marlieri is voor het eerst wetenschappelijk beschreven door Tjeder in 1976.